# Ahmed Al-Imam
Ahmed Al-Imam (arab. ‏أحمد•الإمام‎; ur. 1 stycznia 1982) – katarski lekkoatleta, olimpijczyk.
Reprezentował Katar w sztafecie 4 × 400 metrów na Letnich Igrzyskach Olimpijskich 2000, które odbyły się w Sydney, gdzie odpadł na etapie eliminacji.